# ناقصة شويرينية
ناقصة شويرينية (الاسم العلمي:Amorpha schwerinii) هي نوع نباتي يتبع جنس الناقصة من فصيلة البقولية.